# 楊智伃
楊智伃（1996年5月27日—），綽號「仔仔」，臺灣政治幕僚，生於高雄市，職業健身教練出身，現任中國國民黨發言人，在2024年中華民國立法委員選舉不分區立法委員名單（中國國民黨）位列第32位。

## 生平
楊智伃1996年5月27日生於高雄市。世新大學新聞系、瑞祥高中畢業。曾任體育主播、記者。
楊智伃2019年起投入政治，加入前新北市市長、中國國民黨籍政治人物朱立倫的幕僚團隊，輔助他參加第15任總統提名選舉。當時，楊智伃主要負責幕後工作，例如製作影片、管理社群媒體帳號（擔任小編）、行程隨行等。2021年，朱立倫接任中國國民黨主席後，延攬楊智伃加入黨務工作，任用時年25歲的她為副發言人，同時負責網路直播、影像創作等新媒體事務。
楊智伃在2023年1月10日接任中國國民黨發言人，是國民黨發言人團中最年輕的成員。發言人任內，負責主持黨中央的議題記者會，並向文化傳播委員會主任委員洪孟楷學習，承擔競選造勢活動的主持工作。此外，她和黨內年紀較輕的人員也致力改善國民黨的視覺設計，「從中華民國美學，變成比較有質感的風格」。
楊智伃被國民黨列入2024年立法委員選舉不分區比例代表制名單，位列第32位。她被視為黨主席朱立倫人馬「朱家軍」的一員，可以增添提名人選年輕化的程度。

## 新聞事件與爭議

### 記者會被控誹謗
2022年9月29日，楊智伃與台北市議員張斯綱及桃園市議員候選人凌濤召開記者會，指控陳吉仲研究報告有大量抄襲，並稱陳吉仲為「A錢達人」等語，遭陳吉仲向臺北地院提起加重誹謗自訴。2024年1月15日，臺北地院認定楊智伃等人具社會歷練卻未履行查證義務，判處拘役得易科罰金。其後楊智伃等人上訴至台灣高等法院，二審法官認定一審不符憲法法庭112年憲判字第8號判決意旨，故撤銷原判決改判無罪。

### 君悅會談
2023年11月23日中國國民黨與台灣民眾黨洽談合作的「君悅會談」會議上，楊智伃與郭台銘辦公室發言人黃士修互控性騷擾。

### 宣布中國國民黨拒絕舔共網紅加入
2024年12月30日，網紅八炯和閩南狼製作中國統戰紀錄片，影片超過百萬閱覽次數後，他們到中國國民黨申請入黨，希望監督中國國民黨延續反共政策。時任中國國民黨發言人的楊智伃則回應，中國國民黨擔憂舔共網紅滲透入黨，不能收取來路不明的舔共網紅經費作為黨費。

### 指控罷免團體違法收受政治獻金
2025年3月3日，楊智伃召開記者會，以「罷免真是一門好生意」揭露罷免王鴻薇團體人員，曝光違法募款的對話紀錄等相關證據，指出罷免團體透過Line通訊群組教導支持者以現場收受現金的方式違法收受政治獻金，並於提供違法募款罷免團體組長網路上可被查詢的公開資訊，呼籲檢調即刻辦理，隨後罷免團體並未針對違法收受政治獻金回應，但聲稱記者會上未經本人同意即公布個人資料，稱已委任律師協助處理法律問題並將提起訴訟。
後續國民黨進一步至監察院遞陳情書，要求監察院對於違法的政治獻金應立刻展開調查，至今監察院並未處置，相關個資爭議也仍未收到罷免團體所提之法律訴訟。

### 政論節目淚崩事件
2025年3月4日，在中天新聞台網路節目《大新聞大爆卦》中，面對國民黨前立委、名嘴鄭麗文、媒體人黃揚明連番砲轟國民黨黨中央在大罷免行動中的無能，國民黨發言人楊智伃淚崩：「我不懂為什麼要把那麼認真的一群人詆毀成這樣」，並表示：「我真的很希望大家把罵國民黨的時間，多多去檢視民進黨他們所有的所作所為，黨中央從來不是空城，你要馬兒吃草，要馬兒跑，但是馬兒沒有草，這些草從哪裡來？黨中央很多人，沒有了凌濤，還有楊智伃……那些勇敢面對青鳥的年輕人，我不懂為什麼要把那麼認真的一群人詆毀成這樣」。
但同台的鄭麗文回應「用詆毀兩個字太過了啦」，而黃揚明也稱：「現在唯一能收政治獻金的就是你國民黨中央，你在講這什麼話？你一年有兩億多的政黨補助金！再講說你們中央沒資源啊，不用再那邊裝可憐啦」。

### 秒喝瓶裝水   打臉核廢貯存
2025年8月20日民進黨台北市黨部前副執行長陳聖文帶著瓶裝水，到蘭嶼低放射性核廢料貯存場放置一夜，將水推至國民黨中央黨部，嗆力挺核三延役的國民黨應身體力行把水喝下去。國民黨發言人楊智伃當場扭開瓶蓋一口喝下，並表示，「台灣需要穩定的能源，台灣需要核能，核能是可以科學理性討論的，而不是操作情緒，只會來前面擺拍。」陳聖文當場傻眼。https://udn.com/news/story/124565/8951466

## 著作
- 楊智伃（2024），地方政府與職業運動隊伍協力推動運動產業策略之研究──以新北市為例 ﹝碩士論文，國立體育大學﹞[16]

### 司法案件字號
1. 1 2  臺灣臺北地方法院 111 年度自字第 62 號刑事判決

## 外部連結
- 楊智伃🐟仔仔Crystal的Instagram帳戶
- 楊智伃的Facebook專頁